# Pseudocyclosorus falcilobus
Pseudocyclosorus falcilobus là một loài thực vật có mạch trong họ Thelypteridaceae. Loài này được (Hook.) Ching miêu tả khoa học đầu tiên năm 1963.